# ACB Most Valuable Player Award
ACB Most Valuable Player Award – nagroda przyznawana corocznie przez hiszpańską ligę koszykówki ACB (hiszp. La Asociación de Clubes de Baloncesto) najbardziej wartościowemu zawodnikowi sezonu zasadniczego ligi, od sezonu 1991/1992. 
O momentu stworzenia nagrody czterech zawodników uzyskało ją co najmniej jeden raz. Są to: Darryl Middleton (trzykrotnie), Arvydas Sabonis, Tanoka Beard i Luis Scola (dwukrotnie). W całej historii jedynie sześciu laureatów jest Hiszpanami: Juan Carlos Navarro, Marc Gasol, Felipe Reyes, Fernando San Emeterio, Sergio Llull oraz naturalizowany Nikola Mirotić. 
Laureaci są wybierani w oparciu o internetowe głosowanie fanów, bezpośrednie trenerów, zawódników oraz przedstawicieli mediów. 

## Laureaci sezon po sezonie

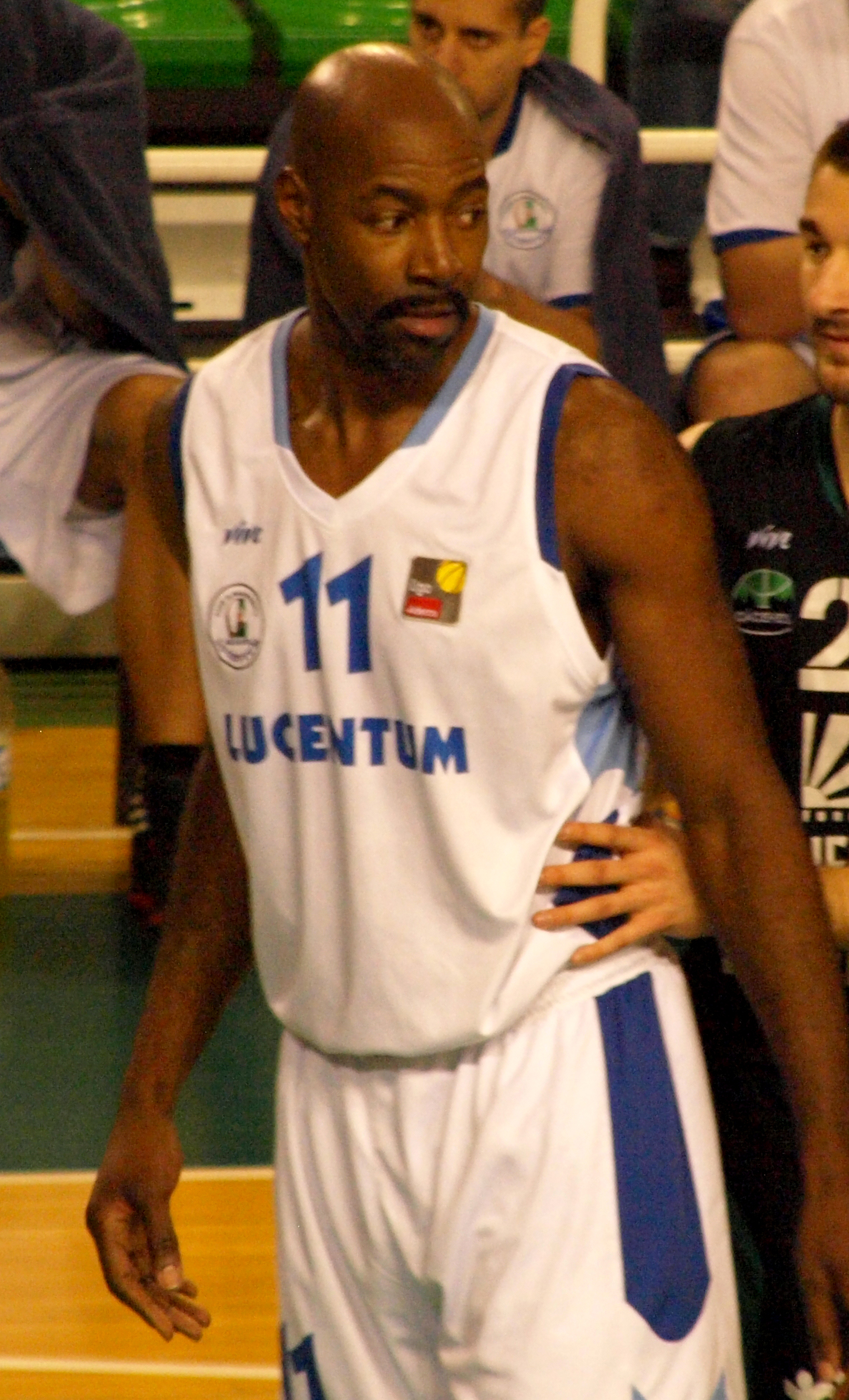
Darryl Middleton – trzykrotny laureat MVP ACB (1992, 1993, 2000).

Arvydas Sabonis uzyskała nagrodę w 1994 i 1995.

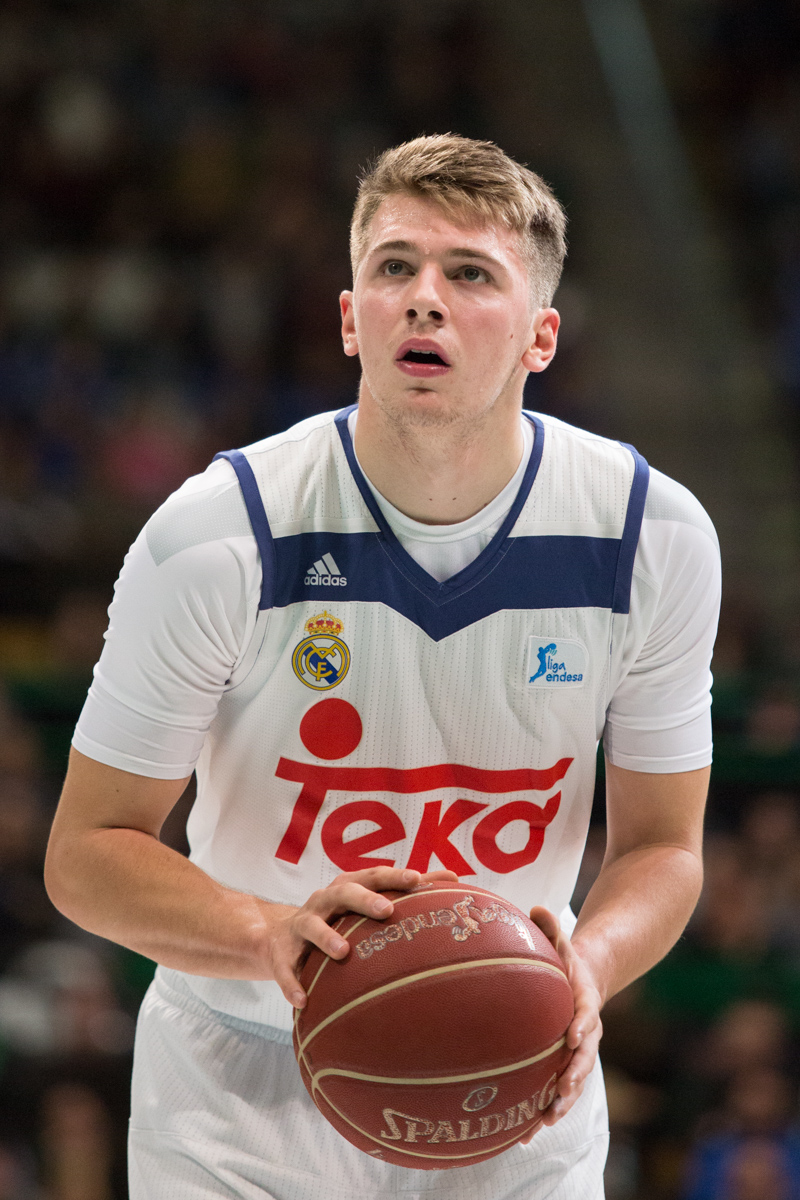
Luka Dončić został najmłodszym w historii zdobywca nagrody, w wieku 19 lat.

| ^            | oznacza nadal aktywnego zawodnika ligi ACB                                   |
| *            | oznacza zawodnika zaliczonego do Galerii Sław Koszykówki im. Naismitha       |
|              | oznacza zawodnika, który zdobył mistrzostwo w tym samym sezonie              |
| Zawodnik (X) | oznacza liczbę kolejnych tytułów MVP, uzyskanych przez tego samego zawodnika |

| Sezon   | Zawodnik               | Pozycja             | Nar.              | Zespół                    |
| ------- | ---------------------- | ------------------- | ----------------- | ------------------------- |
| 1991–92 | Darryl Middleton       | skrzydłowy          | Stany Zjednoczone | Valvi Girona              |
| 1992–93 | Darryl Middleton (2)   | skrzydłowy          | Stany Zjednoczone | Caja San Fernando         |
| 1993–94 | Arvydas Sabonis*       | środkowy            | Litwa             | Real Madryt               |
| 1994–95 | Arvydas Sabonis* (2)   | środkowy            | Litwa             | Real Madryt               |
| 1995–96 | Michael Anderson       | obrońca             | Stany Zjednoczone | Caja San Fernando         |
| 1996–97 | Kenny Green            | skrzydłowy/środkowy | Stany Zjednoczone | Taugrés Baskonia          |
| 1997–98 | Dejan Bodiroga         | skrzydłowy          | [ a ]             | Real Madryt               |
| 1998–99 | Tanoka Beard           | skrzydłowy/środkowy | Stany Zjednoczone | Real Madryt               |
| 1999–00 | Darryl Middleton (3)   | skrzydłowy          | Stany Zjednoczone | Casademont Girona         |
| 2000–01 | Lou Roe                | skrzydłowy          | Stany Zjednoczone | Gijón Baloncesto          |
| 2001–02 | Tanoka Beard (2)       | skrzydłowy/środkowy | Stany Zjednoczone | DKV Joventut              |
| 2002–03 | Walter Herrmann        | skrzydłowy          | Argentyna         | Jabones Pardo Fuenlabrada |
| 2003–04 | Andrés Nocioni         | skrzydłowy          | Argentyna         | TAU Cerámica Baskonia     |
| 2004–05 | Luis Scola             | skrzydłowy          | Argentyna         | TAU Cerámica Baskonia     |
| 2005–06 | Juan Carlos Navarro    | obrońca             | Hiszpania         | FC Barcelona              |
| 2006–07 | Luis Scola (2)         | skrzydłowy          | Argentyna         | TAU Cerámica Baskonia     |
| 2007–08 | Marc Gasol             | środkowy            | Hiszpania         | Akasvayu Girona           |
| 2008–09 | Felipe Reyes^          | skrzydłowy          | Hiszpania         | Real Madryt               |
| 2009–10 | Tiago Splitter         | środkowy            | Brazylia          | Caja Laboral Baskonia     |
| 2010–11 | Fernando San Emeterio^ | skrzydłowy          | Hiszpania         | Caja Laboral Baskonia     |
| 2011–12 | Andy Panko             | skrzydłowy          | Stany Zjednoczone | Lagun Aro GBC             |
| 2012–13 | Nikola Mirotić         | skrzydłowy          | [ b ]             | Real Madryt               |
| 2013–14 | Justin Doellman^       | skrzydłowy          | [ c ]             | Valencia                  |
| 2014–15 | Felipe Reyes^ (2)      | skrzydłowy          | Hiszpania         | Real Madryt               |
| 2015–16 | Joanis Burusis         | środkowy            | Grecja            | Laboral Kutxa Baskonia    |
| 2016–17 | Sergio Llull^          | obrońca             | Hiszpania         | Real Madryt               |
| 2017–18 | Luka Dončić            | obrońca             | Słowenia          | Real Madryt               |
| 2018–19 | Nicolás Laprovíttola^  | obrońca             | Argentyna         | Divina Seguros Joventut   |

## Nagrody według klubu
| Kraj              | Razem |
| ----------------- | ----- |
| Real Madryt       | 9     |
| Baskonia          | 7     |
| Girona            | 3     |
| Real Betis        | 2     |
| Joventut Badalona | 2     |
| FC Barcelona      | 1     |

## Nagrody według narodowości
| Kraj              | Razem |
| ----------------- | ----- |
| Stany Zjednoczone | 10    |
| Hiszpania         | 7     |
| Argentyna         | 5     |
| Litwa             | 2     |
| Grecja            | 1     |
| Brazylia          | 1     |
| Słowenia          | 1     |